# Cameron (Misuri)
Cameron es una ciudad ubicada en el condado de Clinton en el estado estadounidense de Misuri. En el Censo de 2010 tenía una población de 9933 habitantes y una densidad poblacional de 608,27 personas por km².

## Geografía
Cameron se encuentra ubicada en las coordenadas 39°44′51″N 94°14′14″O / 39.74750, -94.23722. Según la Oficina del Censo de los Estados Unidos, Cameron tiene una superficie total de 16.33 km², de la cual 15.65 km² corresponden a tierra firme y (4.17%) 0.68 km² es agua.

## Demografía
Según el censo de 2010, había 9933 personas residiendo en Cameron. La densidad de población era de 608,27 hab./km². De los 9933 habitantes, Cameron estaba compuesto por el 82.91% blancos, el 14.79% eran afroamericanos, el 0.51% eran amerindios, el 0.47% eran asiáticos, el 0.04% eran isleños del Pacífico, el 0.27% eran de otras razas y el 1.01% pertenecían a dos o más razas. Del total de la población el 1.98% eran hispanos o latinos de cualquier raza.